# 邦達里 (巴赫馬奇區)
51°23′45″N 32°55′16″E / 51.39583°N 32.92111°E
邦達里（烏克蘭語：Бондарі），是烏克蘭北部的村莊，隸屬切爾尼希夫州的尼任區。該村始建於1650年，面積0.15平方公里，海拔高度120米，2006年人口26，人口密度每平方公里176.87人。